# マイスター (トランスフォーマー)
マイスター（Meister）は、ハズブロとタカラ（現・タカラトミー）が展開するロボット玩具シリーズ、トランスフォーマーに登場する架空のキャラクター。海外名はジャズ（Jazz）。

## 初代（G1）
『戦え!超ロボット生命体トランスフォーマー』の第1話「地球への道」から登場。英語版ではスキャットマン・クローザース、ウォーリー・バー（第38話〈日本語版では第30話〉のみ）、1989年から1990年に放送された玩具のCMではフランク・ウェルカー、日本語版では片岡弘貴、堀内賢雄（第43話〈英語版では第56話〉）、未放送回（第73話、第74話〈英語版では第26話、第30話〉）が古澤徹、『ザ・ムービー』では稲葉実、『ザ☆ヘッドマスターズ』では平野正人が声を担当した。

### 性格・特徴
コンボイ/Optimus Primeの副官。ポルシェ・935ターボに変形。主に現場実務を司る。誠実な性格で地球の文化への造詣が深く、音楽（特にロックンロール）を好み、それを音響兵器に使用することもある。ただ、サイバトロン/Autobotの中で、音楽好きなのはブロードキャスト/Blasterと彼だけである。真面目な性格である一方で、ユーモアと軽口の混じった口調が特徴。
日本語版での役割は副官とされているが、英語版では工作員（Saboteur）となっており、そのためアフレコ処理で「副官」と付け加えられることもあった。
アニメ版ではロボットモードに変形する際、ドア部分は背中に収納される。玩具カタログやスタジオOXが手がけたイラストでは展開した状態になっているが、背中に折り畳むことでアニメ版に準拠した状態にすることは可能である。
武器は「光子ライフル」と「火炎放射器」、肩の「ミサイルポッド」、腰部（カーモードではボンネット）からスピーカーを出し180デシベルの大音量の音楽と光で敵を混乱させる「ノイズアタック」で、ノイズアタックは第15話（英語版では第18話）「イモビライザー」や第49話（英語版では第40話）「デバスターを倒せ!」など、主に敵の気を逸らすのに使われる。また右腕からはウインチを射出したり、両腕からのジェット噴射で飛行することも可能。

### 活躍

#### 戦え！超ロボット生命体トランスフォーマー
第1話「地球への道」ではエアカーモードで登場。偵察から帰還し、コンボイにセイバートロン星の現状を伝え、エネルギー資源確保のために宇宙探索に出ることをコンボイに進言していた。地球に墜落して400万年後に復活し、以降コンボイの片腕となって行動した。
第4話「スペースブリッジ作戦」ではスパイク/Spike Witwickyを乗せて街内の異変を察知し、第9話（英語版では第12話）「地球消滅作戦」ではデストロン/Dicepticonのカセットロンであるコンドル/Leserbeakを捕獲後、車内のカセットレコーダーで録音を再生し、スタースクリーム/Starscreemの企みを暴いた。第22話（英語版では第24話）「二人のコンボイ」ではメガトロン/Megatoronの創り出したコンボイのクローンの罠に嵌りかけるものの、スパイクを見捨てようとしたクローンと、スパイクを助けようとする本物のコンボイの違いを仲間たちと共に見破った。日本未放映版の第73話（英語版では第26話）「サイバトロンの逆襲」では、メガトロンの工作によって悪の考えを持つ洗脳マシンに改造されたエネルギー補給装置に入らなかったために洗脳されず、同じく洗脳されなかったバンブル/Bumblebeeと共に仲間たちを正気に戻すために奮闘した。
最も大活躍したといえる第32話（英語版では第39話）「スカイゴッド」では、アダムス/Cosmos救出に土星衛星タイタンへオメガ・スプリーム/Omega spreamにパーセプター/Percepterと共に乗り込んで赴き、現地民タラリアと親交し、スカイゴッドなる神になりすまし、タイタン支配を目論んでいたアストロトレイン/Astrotrainの野望を阻止した。
全般的に活躍する機会が多いマイスターだが、第5話「メガトロンの帰還」や、第6話「SOS！サイバトロン」では、デストロン軍団の前に手も足も出ずに敗退したり、第17話（英語版では第22話）「ナイトバードの影」では、ナイトバードに得意のノイズアタックを封じられたり、第28話（英語版では第35話）「ダイノボットの逃亡PART1」では体内のセイバートニウムの劣化によって行動不能となり、第42話（英語版では第55話）「ベクターシグマの秘密PART2」ではスタントロン部隊/Stanticonsの前に敗北し、第53話（英語版では第63話）「スタースクリーム軍団」ではコンバットロン部隊/Combaticonsによって、クリフ/Clifjumperと共に捕虜になってしまった。
第62話（英語版では第13話）の「スカイファイアーの復活」では、デストロンによって仲間たちと共に掴まって処刑されそうになるが、ハウンド/Houndのホログラムによって難を逃れ、第65話（英語版では第42話）「トランスフォームをとめろ！」では仲間たちと共にトランスフィクサトロン光線でロボットモードに変形することができなくなってしまうが、ホイルジャック/Whelejackたちの発明した特殊爆弾によって再び変形できるようになる。第65話（英語版では第42話）「破滅の日PART3」では、津波を利用したサーフィンによる波乗りも行った。

#### トランスフォーマー ザ・ムービー
『ザ・ムービー』ではクリフとともにムーンベース1（ワン）でデストロンを監視。ユニクロン/Unicronに襲撃され、捕食されてしまうが、ダニエル/Daniel Witwickyの手によって救出される。

#### 戦え！超ロボット生命体トランスフォーマー2010
『2010』では第1話で行われた第1回銀河系オリンピックの3000m障害物競走に参加、その後も登場するが総司令官を補佐する役割はウルトラマグナス/Ultra Magnusに譲り、台詞なども特になかった。オープニングではウルトラマグナス、アラート/Red Alert、トラックス/Tracks、スモークスクリーン/Smokescreenと共にデストロンと戦う姿が描かれている。

#### トランスフォーマー ザ☆ヘッドマスターズ
日本オリジナル作品の『ザ☆ヘッドマスターズ』では初期の数話にのみ登場。セイバートロン星へのデストロン襲撃の際、コンボイの護衛として活躍。コンボイが戦死した後はスクランブルシティにてウルトラマグナスをサポートした。

#### 戦え!超ロボット生命体トランスフォーマー ザ☆コミックス
テレビマガジン版トランスフォーマーでは第1作の第4話より登場。横浜に現れたデストロン相手に出撃するも、スタースクリームの砲撃の前に苦戦していた。突撃するワーパス/Warpathを止めるが、ブリッツウイング/Blitzwingに潰された姿を見て「言わんこっちゃない」と呟いた。
第2作『超ロボット生命体物語ザ☆トランスフォーマー』の第3話ではメトロフレックス/Metroplexのオペレーターを務めていた。

#### トランスフォーマー スターゲート戦役
初登場は第1話「FIRST CONTACT」。玩具版に準じたデザインで登場する。冒頭のコンボイの式典の際、浮ついている他の仲間に注意していた。

#### Transformers:Fall of Cybertron
光学迷彩をつけたクリフジャンパー/Cliffjumperと共に登場。初代（G1）の光子ライフルを連想させるシーンがある他、ウィンチの代用としてグラップルビームを装備している。

### 玩具（初代（G1））
元の玩具は『ダイアクロン』カーロボットNo.14 ポルシェ935ターボである。『トランスフォーマー』では、1985年6月に「06」のナンバーを与えられ、『2010』の放映が終了する時期まで販売。仕様変更品にステッパー/Stepper/Ricochetがある。日本語版での役割は連射員とされているが、英語版ではガンマンとなっている。
2002年には『トランスフォーマー コレクション』で「1」のナンバーが与えられ、7月に再発売された。顔の形状がかつて販売されたものと異なる。
2008年の『トランスフォーマー アンコール』では「08」のナンバーが与えられ。3月に発売。顔が改修され、バイザーの塗装がアニメ版に準拠した水色に塗られている。

## プリテンダー
1988年の海外展開では特殊任務員兼破壊工作員のマイスターが発売。アウターシェルはバイザーを被った巨人。本体は今までと同じくポルシェ935に変形し、光子ライフルと音響スピーカーを武器とする。セミオートマチック・イオンパルスガンとディフレクターシールドを装備。
国内ではインナーロボットのみが「ヒーローセット」としてバンブル/Bumblebee、グリムロック/Grimlock、スタースクリーム/Starscreemと共に4体セット商品「ヒーローセット」として発売されている。

## アクションマスター
『アクションマスター』では特殊工作員としてスケートボードに変形する銃・ターボボード/TurboBoardが付属し発売された。
どちらも日本未発売。

## G2
1993年に展開した『トランスフォーマー G-2』では、シールが変更され、武器にミサイルランチャーが付属する代わりに肩の武器がオミットされて発売された。玩具も日本未発売。

## バイナルテック
『トランスフォーマー バイナルテック』ではマツダ・RX-8に変形。彼はコズミックルストの被害を免れたが、デストロンによるバイナルテック・プロジェクト侵食に関する極秘捜査のため、偽装性の高いボディで生まれ変わった。
玩具は「BT-08」のナンバーを与えられ発売。海外版『オルタネーターズ』でも「Jazz」ではなく「Meister」の名称であった。

### 真のBT-08
玩具のナンバーにもなっている「BT-08」とは、トランスフォーマーの精神・人格を人工知能で再現する計画である。マツダでは、この計画で製作される人工知能の受け皿として、マイスターをモデルにしたBT体を数体製作していたが、状況の変化によりマイスター本人がこのBT体を使用することになった。
一方、BT-08計画の本来の成果である人工知能は、生命体というには不十分ながら、高水準の自立行動能力を持っている。これは赤いBT体に搭載され、人造トランスフォーマー「レプリカ・オートマトン」となった。彼はマイスター本人により「Zoom-Zoom」と命名され、遠隔操作によって実戦に投入されたり、折に触れてダンスを習ったりしているという。

## 実写映画版
本作品ではオートボット（Autobots）の副司令官である副官で将校のジャズ/Jazzとして登場。
アメリカのロサンゼルスの町のショーウインドーに展示されていたものからスキャンしたシルバーのポンティアック・ソルスティスGXPに変形する。オートボット（Autobots）のメンバーの中では最も小柄だが、臆せず敵に挑む。オートボット（Autobots）のメンバー全員インターネットから人間言語を学習したが、彼はスラング混じりのそれを学習した。そのため、彼はスラングが強い砕けた口調でしゃべるが、性格は真面目でバンブルビー/Bumblebeeがセクター7に捕まった際にもバンブルビー/Bumblebeeのことを心配するなどの仲間思い。設定ではシールド型の楯状に変形した右手から放たれるキャノン砲を武器とする複合装備クレッセントキャノン（Crescent cannon）と特殊磁力を発するクロー（Claw）と実写映画版（第1作目）の本編で未使用のデュアル・プラズママシンガン（Dual plasmacannon）。戦闘の際には目元をバイザーで覆うことで初代（G1）のイメージに近い顔つきとなる。
最後はその真面目すぎる性格ゆえ、単身で仮死状態の冷凍状態から復活を遂げたメガトロン/Megatoronに体術で挑むも、全く歯が立たず、身体を真っ二つに引き裂かれて死亡する。
続編である第2作目の『トランスフォーマー/リベンジ』と第3作目の『トランスフォーマー/ダークサイド・ムーン』では第1作目で身体を真っ二つに引き裂かれて死亡したため、オートボット（Autobots）の武器担当技術兵のアイアンハイド/Ironhideがオートボット（Autobots）の副司令官を引き継いだ。
英語版ではダリウス・マッカリー、日本語版では楠大典が声を担当した。ゲーム版ではアンドリュー・キシノが声を担当。

### 玩具（実写映画版）
日本では2007年6月に「MA-04」にナンバーを与えられ、「オートボットジャズ」という名義で発売。10月には劇中の終盤をイメージした「MA-14 ファイナルバトルジャズ」が発売された他、海外版では初代（G1）カラーに合わせたバージョンも出た。
ボイジャー、デラックス、EZのバージョンで登場。また、2010年にはヒューマンアライアンス版も発売された。
2018年には過去発売された名作玩具の再発売シリーズ「ムービーザ・ベスト」にてMA-04のリカラーが発売される。

## アニメイテッド
エリートガード（Cybertron Elite Guard）の士官で将校のジャズ/Jazzとして登場。本作ではオプティマスプライム（コンボイ）/Optimus Primeではなくウルトラマグナス/Ultra Magnusおよびセンチネル/Sentinel Primeの部下になっている。
スポーツカーに変形する。気さくで明るい性格をしており、当初は他のオートボット（Autobots）と同じように人間を警戒していたもののすぐに打ち解け、オプティマス部隊にも好意的であり、終盤において自分の意志でセンチネル/Sentinel Primeを見限り、オプティマス部隊と行動を共にするようになる。
サイバーニンジャ（Cyber-Ninja）の免許皆伝者で、強力な念動力の持ち主でもあり、兄弟子としてプロール/Prowlの修行に付き合っていた。武器は二振りのヌンチャク・レーザーヌンチャク（laser nunchaku）。
第4シーズン（シーズン4）ではオールスパーク(All Spark)と一体となったプロール/Prowl、サイバトロン星（Cybertron）に残ることとなったサリ・サムダック/Sari Sumdacとアイアンハイド（バルクヘッド）/Ironhide/Bulkheadに代わり、アーマーハイド（アイアンハイド）/Armorhide/Ironhideと共に「新生オプティマス部隊」の新たなメンバーとして加入する予定であった。
声を担当したのは英語版がフィル・ラマール、日本語版が石川英郎。

### 玩具（アニメイテッド）
日本では2010年7月に「TA-24」のナンバーを与えられて発売。サイズは海外の基準でデラックス（DELUXE）。
仕様変更品（彩色変更品）にスタンティコン（チーム・スタンティコン/スタンティコンサーカス団/スタンティコン部隊）のデットエンド（デッドエンド）/Dead Endがある。

## ユナイテッド
『ユナイテッド』では「UN-12」として発売。

## アドベンチャー
第10話から登場。長きに渡ってオプティマスプライムと共に戦ってきたエリートガードの戦士で、バンブルビーとは旧知の仲。サイドスワイプから憧れられている。『初代（G1）』アニメシリーズに似たデザインのスポーツカーに変形する。
肩から強力な音波を放つことが出来る上、格闘にも長けている。
評議会の命令で、行方不明となったアルケモア号と、無断でスペースブリッジを使用して消息を絶ったバンブルビーたちの捜索のために地球に赴き、そこでチーム・バンブルビーと共にペッドと交戦した。ペッド拘束後は、バンブルビーたちの活躍を伝えて評議会の誤解を解く目的から、自身の宇宙船でサイバトロン星へ帰還した。
本作品では歴代シリーズのジャズ（マイスター）としては初めて、バイザーオフの素顔を晒している。
声を担当したのは英語版がアリフ・S・キンチェン、日本語版が高木渉。

## ONE
トランスフォーマー/ONEではオライオンパックス / オプティマスプライムの同僚の鉱山労働者のロボットとして登場。
声を担当したのは英語版がエヴァン・マイケル・リー、日本語版が杉田智和。